# Partizanska cesta, Maribor
Partizanska cesta je cesta v Mariboru. Najstarejše ime ulice Neu Gasse (Nova ulica) je iz leta 1325. Po izgradnji in ureditvi državne komercialne ceste Dunaj–Trst sredi 18. stoletja se je uveljavilo ime Grazer Strasse (Graška cesta). V sredini 19. stoletja je bil ob Partizanski cesti zgrajen železniški kolodvor. 
Prvotna železniška postaja je bila zgrajena leta 1846, hkrati z zaključkom del na železniški progi Celje–Maribor. Že 27. aprila je na mariborski kolodvor prispela prva lokomotiva »Ocean«. Železniška postaja je zaradi povečanega prometa doživela več prenov, še posebej leta 1863, ko je bila odprta koroška železnica. Tedaj so povečali čakalnico za potnike in del za uradnike ter zgradili streho nad tremi tiri. V devetdesetih letih 19. stoletja so podaljšali peron na sever in jug ter celotni kolodvor z novogradnjo povečali proti severu.